# Rolkarska subkultura
Rolkarska subkultura se je skozi desetletja izoblikovala med rolkarji. Za pripadnike te subkulture je značilno predvsem, da poleg tej, pripadjao še kaki drugi subkulturi (po navadi povezano s glasbo), kar povzroča veliko raznolikost rolkarjev.
Pomemben del razvoja vrednot rokarke subkulture je nesprejemanje večinskega dela družbe, iz česar sledijo občutki prikrajšanja in sovražen odnos do avtoritete. Začetek legalnega pregona rolkarjev je sprožil prepoved rolkanja na javnih površinah v ZDA. Dandanes si za rolkanje lahko kaznovan z denarno kaznijo do 300$ ali pa celo z nekaj dnevi v zaporu. Ker so rolkarji povprečno stari manj kot 18 let, to predstavlja veliko in zanje nerazumljivo prepreko za svobodno udejstvovanje.
Mnogi povezujejo rolkanje z umetnostjo, zato se velik del rolkrjev z umetnostjo ukvarja na manjši ali večji ravni. Tako dandanes umetniška razstava poklicnega rolkarja ni več redkost, mnogi »običanji« rolkarji se umetniško izražajo s poslikavo svojih rolk (zgornje in spodnje strani). Neposredna posledica pa je, da je večina umetnikov zaposlenih v rolkarski industriji, čeprav temu ni bilo tako še do poznih osemdesetih.
Čeprav vsi, ki rolkajo, ne pripadajo rolkarski subkulturi, pa je za večino rolkarjev značilno, da se niso našli v drugih (pogosto skupinskih) športih. Dasiravno se z rolkanjem lahko ukvarja vsak posameznik individualno, pa te ljudi vseeno veže želja po pripadnosti v skupine. Tam najdejo uteho za svoje alternativne vrednote, katerih skupna značilnost je, da nasprotujejo popularnim (konformizmu) in da niso odvisne odnjihove šišre sprejetosti.
Mnogo razburjenja je v svet rolkanja prinesla širša popularnost rolkanja konec 20. stoletja, ki se nadaljuje še danes. Rolkarji so namreč mnenja, da se za ta šport (ki ga sami pojmujejo za življenjski slog) ljudje sedaj odločajo zaradi njegove popularnosti in ne zato, ker bi jim pomenil kaj več. Kot taki tudi ne morejo biti pripadniki rolkarske subkulture.